# Isidro el labrador (película)
Isidro el labrador es una película española estrenada en 1964 de Jaime García-Herranz, dirigida por Rafael J. Salvia y protagonizada por 
Javier Escrivá, María Mahor y Roberto Camardiel, entre otros.